# Thomas Chilcot
 (novembre 2024).
Thomas Chilcot est un musicien anglais (vers 1700 - 1766). Il fut organiste de l'abbaye de Bath de 1728 jusqu'à la fin de sa vie.

## Œuvres
- Six suites pour le clavecin (1734)
  - sol mineur ; Overture - Adagio - Aria - Siciliano - Corrente - Aria - Jigg - Minuet
  - La Majeur : Allemanda - Presto  - Aria - Jigg - Minuet
  - Si bémol Majeur : Allemanda - Corrente - Saraband - Jigg - Minuet
  - ut mineur : Allemanda - Corrente - Saraband - Jigg - Minuet
  - ré mineur : Allemanda - Corrente - Saraband - Jigg - Minuet
  - mi mineur : Allemanda - Corrente - Aria - Jigg - Minuet
- Chants anglais (English songs, 1744)
- Six concertos pour clavecin et orchestre (1756)
- Six concertos pour clavecin et orchestre (1765)